# Lerakódás (halmazállapot-változás)

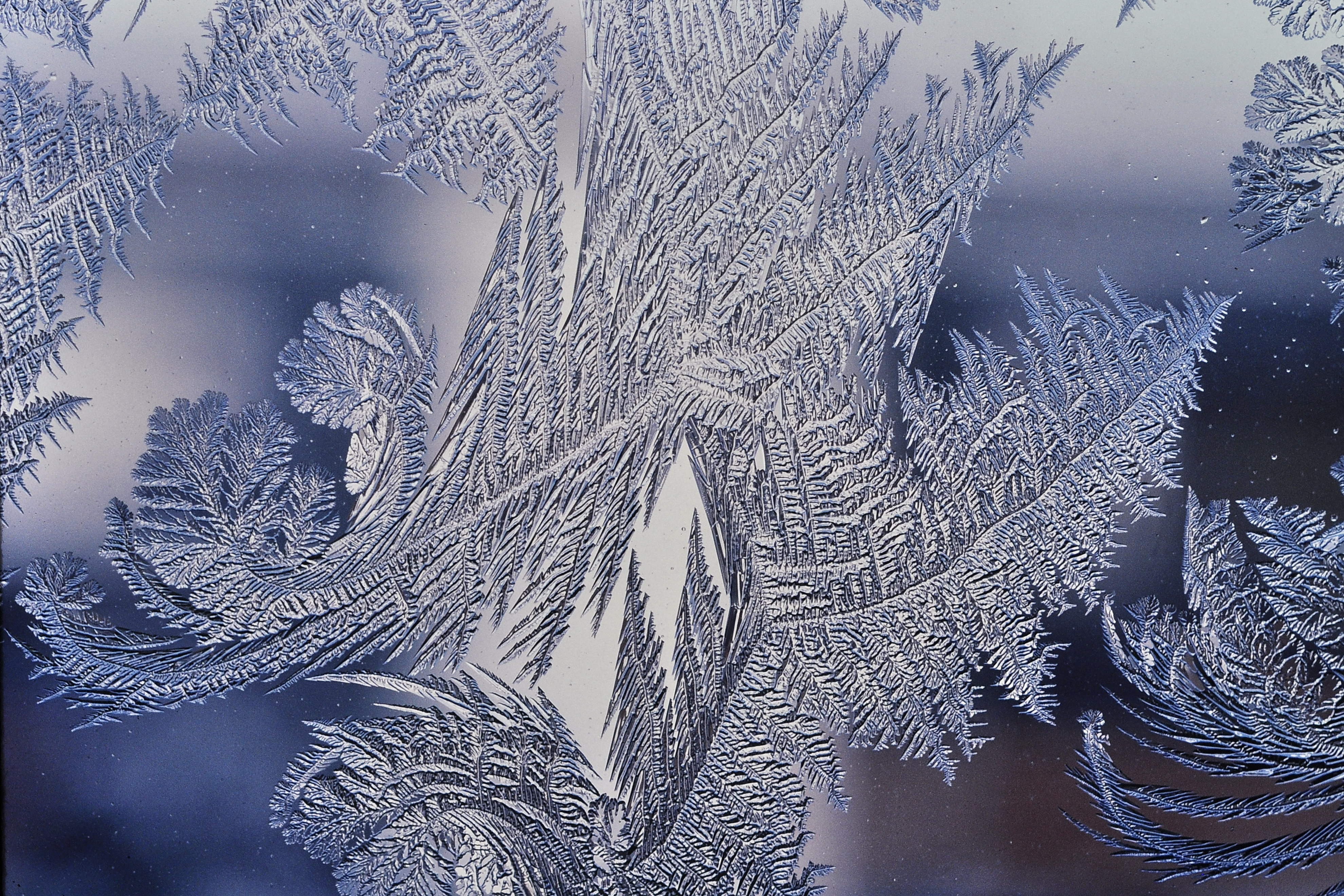
A párás téli levegőből származó vízgőz közvetlenül szilárd, kristályos dérmintázatba rakódik le az ablakon, anélkül, hogy közben folyékony lenne.

A lerakódás olyan halmazállapot-változás, melynek során a gáz szilárddá alakul anélkül, hogy áthaladna a folyékony fázison. A lerakódás termodinamikai folyamat. A lerakódás ellentétje a szublimáció, ezért a lerakódást néha deszublimációnak is nevezik.

## Alkalmazásai

### Példák
A lerakódás egyik példája az a folyamat, amelynek során a fagypont alatti levegőben a vízgőz közvetlenül jéggé változik anélkül, hogy először folyadékká válna. Így keletkezik dér a talajon vagy más felületeken. Egy másik példa, amikor fagy képződik a levélen. A lerakódáshoz hőenergiát kell eltávolítani a gázból. Amikor a levegő eléggé lehűl, a levelet körülvevő levegőben lévő vízgőz elegendő hőenergiát veszít ahhoz, hogy szilárd halmazállapotúvá váljon. Annak ellenére, hogy a levegő hőmérséklete harmatpont alatt lehet, előfordulhat, hogy a vízgőz nem tud spontán módon lecsapódni, ha nincs mód a látens hő eltávolítására. A levél bejutásakor a túlhűtött vízgőz azonnal lecsapódik, de ekkor már túl van a fagyponton. Ez azt eredményezi, hogy a vízgőz közvetlenül szilárd anyaggá változik.
Egy másik példa a kémények falán lerakódó korom. A tűzből a korommolekulák forróan és gáz halmazállapotban emelkednek fel. Amikor érintkezésbe kerülnek a falakkal, lehűlnek, és szilárd halmazállapotba kerülnek anélkül, hogy folyékony halmazállapotot hoznának létre. Az eljárást iparilag alkalmazzák égetési kémiai gőzleválasztásban.

### Ipari alkalmazásai
Létezik egy ipari bevonási eljárás, az úgynevezett párolgó lerakódás, amelynek során egy szilárd anyagot alacsony nyomású kamrában gáz halmazállapotúvá hevítenek, a gázmolekulák áthaladnak a kamra terén, majd szilárd halmazállapotba kerülnek a célfelületen, sima és vékony réteget formálva. Ismételve, a molekulák nem mennek át egy közbenső folyékony halmazállapoton, amikor gázból szilárd állapotba kerülnek.
A lerakódás energiát szabadít fel, így exoterm fázisváltozás.

## Fordítás
Ez a szócikk részben vagy egészben  a   Deposition (phase transition) című angol Wikipédia-szócikk fordításán alapul.  Az eredeti cikk szerkesztőit annak laptörténete sorolja fel. Ez a jelzés csupán a megfogalmazás eredetét és a szerzői jogokat jelzi, nem szolgál a cikkben szereplő információk forrásmegjelöléseként.